# Haematopota hindostani
Haematopota hindostani är en tvåvingeart som beskrevs av Ricardo 1917. Haematopota hindostani ingår i släktet Haematopota och familjen bromsar. Inga underarter finns listade i Catalogue of Life.